# Lakócsa
Lakócsa (kroatisch Lukovišće) ist eine ungarische Gemeinde im Kreis Barcs im Komitat Somogy. Ungefähr ein Drittel der Bewohner zählt zur kroatischen Volksgruppe.

## Geografische Lage
Lakócsa liegt 19 Kilometer südöstlich der Kreisstadt Barcs und vier Kilometer vom linken Ufer des Flusses Dráva entfernt, der die Grenze zu Kroatien bildet. Nachbargemeinden sind Szentborbás, Tótújfalu, Potony und Drávafok. 

## Sehenswürdigkeiten
- Kroatisches Heimatmuseum
- Römisch-katholische Kirche Sarlós Boldogasszony, erbaut 1773 im barocken Stil

## Verkehr
In Lakócsa treffen die Landstraßen Nr. 5804 und Nr. 5825 aufeinander. Es bestehen Busverbindungen über Tótújfalu, Potony, Kastélyosdombó, Drávagárdony, Drávatamási und Darány nach Barcs. Der nächstgelegene Bahnhof befindet sich nordwestlich in Darány.